# Freycinetia lucbanensis
Freycinetia lucbanensis là một loài thực vật có hoa trong họ Dứa dại. Loài này được Elmer miêu tả khoa học đầu tiên năm 1907.